# رضا کاویانی
رضا کاویانی (۱۲۸۳ - مهر ۱۳۴۷) فعال سیاسی ایرانی و نیز پژوهشگر و مترجم حوزه فلسفه بود.

## زندگی
کاویانی که پدرش در تهران به تجارت بلور و شیشه اشتغال داشت، از جمله محصلانی بود که در سال‌های نخست حکومت رضاشاه برای تحصیل به اروپا اعزام شدند. او در آلمان به تحصیل فلسفه پرداخت. پس از بازگشت به ایران در راه‌آهن استخدام شد. در سال‌های آخر دهه بیست، به نهضت ملی‌شدن نفت پیوست. در این سال‌ها «جمعیت مبارز» را پایه‌گذاری کرد.
پس از کودتای ۲۸ مرداد، او با همکاری محمدحسن لطفی، به ترجمه آثار فلاسفه و متفکران یونانی به‌ویژه افلاطون پرداخت. از نظر لطفی و کاویانی، پس از ناکامی نهضت ملی‌شدن نفت، راه خروج ایران از اینگونه ناکامی‌ها، پرداختن به فلسفه و آشنایی با فلاسفه بزرگ است که پایه‌گذار خردورزی بوده‌اند.